# Kamel Malti
Kamel Mahieddine Malti est un musicologue et latiniste algérien, né à Tlemcen en 1929 et mort à Dijon en 2011. Il a exercé comme professeur agrégé de langue française à la faculté des Lettres à l'Université d'Alger.

## Biographie
Kamel Malti est né le 3 décembre 1929, dans le quartier d'El Qalaâ inférieure à Tlemcen, non loin de la maison de Cheïkh Larbi Bensari. Il est le fils de Abdelhamid Malti et de Aïni Bouchama.
Lors de la guerre d'Algérie, il est l'un des signataires aux côtés de Mahfoud Kaddache et Mouloud Mammeri, ainsi que des milliers d'enseignants français en Algérie, de la pétition lancée en 1956, qui plaide pour une résolution pacifique du problème algérien. Après, l'indépendance, il a étudié à la Sorbonne avant d'enseigner au lycée Henri IV puis au lycée Saint-Louis. 
Il est parmi les fondateurs de l'Université algérienne dès les lendemains de l'indépendance. Il a exercé comme  professeur agrégé de langue française à la faculté des Lettres à l'Université d'Alger dont il a été recteur honoraire. Polyglotte, il maîtrisait, en outre l'arabe, le latin, le grec, le sanscrit et l'hébreu.
Kamel Malti est musicologue, latiniste, traducteur et conférencier ; spécialiste de la musique arabo-andalouse algérienne, toutes écoles confondues. Il menait notamment des recherches sur le mefqoud (« pièces musicales inédites »). Il a joué un rôle décisif dans la reconstitution du patrimoine musical classique algérien, principalement algérois et tlemcénien. Il était désigné membre du jury du festival national du hawzi de Tlemcen en 2007 et vice-président de l'Association de musique arabo-andalouse El Fekhardjia. 
Kamel Malti est mort à l'hôpital de Dijon le 29 mars 2011. Il résidait dans la commune de Hydra à Alger, mais venait régulièrement à Tlemcen. Plusieurs personnalités ont assisté à ses obsèques au cimetière de Sidi Senouci de sa ville natale, parmi elles l'archevêque Mgr Henri Teissier, le recteur Noureddine Ghouali et le commissaire de « Tlemcen 2011 » Abdelhamid Benblidia.

## Publications
Kamel Malti a écrit plusieurs publications :
- Ces trésors enfouis dans les mémoires, un article sur Cheïkh Mohammed Bouali, publié dans El Moudjahid en 1983.
- Une vie, une œuvre exemplaire, publié dans Il était une fois Tlemcen, à la mémoire de Djelloul Benkalfat, 1998.
- L'idéologie de l'école à l'époque de Saint Augustin, lors du Colloque international sur Saint Augustin à Annaba, 2001.
- Le symbolisme de la lune dans les poèmes andalous chantés, publié dans Le Lien des Amis de Tlemcen (n°5 / novembre 2002)
- Chants andalous (2002 et 2006 / ENAG), préface des deux ouvrages de Sid-Ahmed Serri , ainsi que la traduction des poèmes andalous.
- Les rythmes dans l'écriture de Saint Augustin : points d'une problématique, au programme de l'année de l'Algérie en France (2003).
- De la pédagogie selon Saint Augustin, publié dans Le Lien des Amis de Tlemcen (n°8/avril 2004)
- Printemps andalou, livret d'un coffret de 5 CD (ONDA) consacrés à la musique arabo-andalouse de la sanaâ d'Alger, 2007.